# Loja (Estland)
Loja is een plaats in de Estlandse gemeente Hiiumaa, provincie Hiiumaa. De plaats heeft de status van dorp (Estisch: küla).
Tot in oktober 2017 behoorde Loja tot de gemeente Pühalepa. In die maand werd de fusiegemeente Hiiumaa gevormd, waarin Pühalepa opging.

## Bevolking
Het dorp had 5 inwoners op 31 december 2011 en 12 inwoners op 31 december 2021.

## Ligging
De bron van de rivier Suuremõisa ligt tussen de dorpen Loja en Sakla. 

## Geschiedenis
Loja werd in 1609 genoemd als boerderij onder de naam Loya Jörenn. In 1783 was Loja een zelfstandig landgoed, in 1798 was het een ‘Hoflage’, een niet-zelfstandig landgoed, onder Großenhof (Suuremõisa). In 1826 werd Loja samen met het buurdorp Vilivalla genoemd als één veehouderij: Williwalla und Loja.  In 1855 werd Loja weer apart genoemd.
In de jaren twintig van de 20e eeuw was Loja een nederzetting op het voormalige landgoed. In 1977 kreeg ze de status van dorp.